# (4398) Chiara
(4398) Chiara est un astéroïde de la ceinture principale.

## Description
(4398) Chiara est un astéroïde de la ceinture principale. Il fut découvert le 23 avril 1984 à La Silla par Walter Ferreri. Il présente une orbite caractérisée par un demi-grand axe de 2,37 UA, une excentricité de 0,06 et une inclinaison de 5,0° par rapport à l'écliptique.

## Compléments